# Affaire Lezo

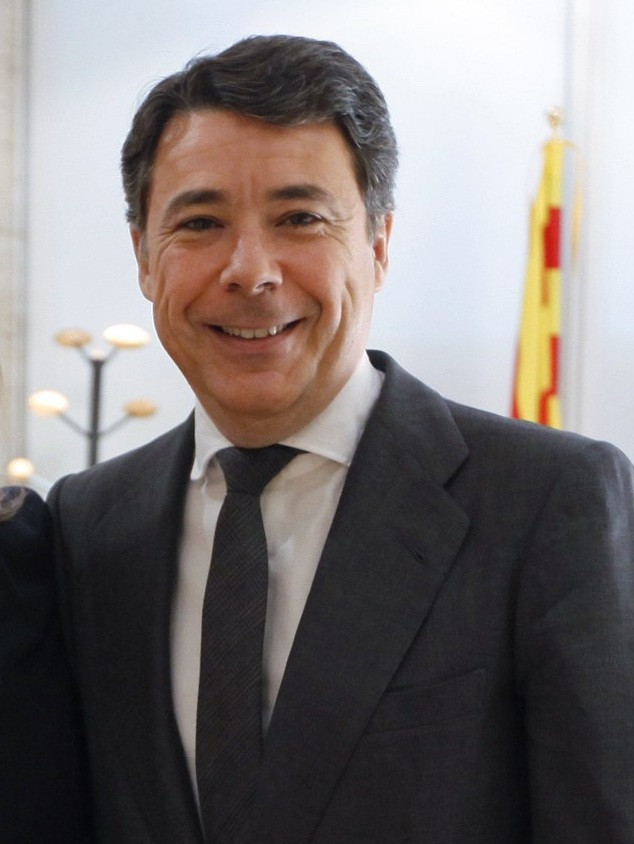
Ignacio González, l'un des principaux accusés de l'affaire Lezo.

Le texte peut changer fréquemment, n’est peut-être pas à jour et peut manquer de recul. 
Le titre et la description de l'acte concerné reposent sur la qualification juridique retenue lors de la rédaction de l'article et peuvent évoluer en même temps que celle-ci.
 (août 2019).
L'affaire Lezo est une affaire politico-financière espagnole instruite par le Tribunal central d'instruction n°6 de l'Audience nationale, autour d'un possible cas de corruption dans le cadre de la gestion de l'entreprise publique Canal de Isabel II, chargée de la distribution de l'eau potable et de la récupération des eaux usées à Madrid. Les enquêteurs cherchent à déterminer s'il a eu détournement de fonds publics au profit de membres du Parti Populaire siégeant au gouvernement de la Communauté de Madrid.

## Dénomination
La dénomination de l'affaire donné par la Guardia civil est une référence au nom de l'amiral espagnol Blas de Lezo qui a défendu en 1741 Carthagène des Indes (Colombie) pendant le siège de la ville par les britanniques. Cette ville a été le lieu d'une affaire d'espionnage survenue en 2008 et visant l'un des principaux mis en cause dans cette affaire de corruption, l'ex-président de la Communauté de Madrid, Ignacio González.

## Chronologie
En 2016 le parquet sollicite l'ouverture d'une enquête pour des faits relatifs à l'achat d'Inassa, une entreprise latino-américaine de gestion des eaux, par des entreprises de la Communauté de Madrid et un consortium d'investisseurs valenciens liés au milieu politique.
Dans le cadre de cette enquête, des conversations de l'ex-président de la Communauté de Madrid, Ignacio González, avec plusieurs interlocuteurs dont en particulier Eduardo Zaplana, ont été enregistrées,.
Le 19 avril 2017 la Guardia civil procède à une dizaine d'arrestations, dont celle d'Ignacio González. Une semaine plus tard, les partis Gauche unie et Equo déposent une plainte pour demander au juge de mettre en examen d'autres personnes, qu'ils estiment probablement impliquées dans l'affaire, comme l'ex-présidente de la Communauté de Madrid Esperanza Aguirre, l'ex-ministre Eduardo Zaplana et le secrétaire d’État à la Sécurité, José Antonio Nieto.
En février 2018 l'homme d'affaires et ancien ministre Juan Miguel Villar Mir comparaît devant le juge.
Le 26 avril 2018, l'ex-président de la Communauté de Madrid, Alberto Ruiz-Gallardón, est appelé à comparaître devant le juge.